# Complesso del ghiacciaio Franklin
Il complesso del ghiacciaio Franklin (in inglese Franklin Glacier Complex) è un vulcano profondamente eroso nella catena di Waddington del sud-ovest della Columbia Britannica, in Canada. Situato a circa 65 km a nord-est di Kingcome, il sito si sviluppa nei dintorni del ghiacciaio Franklin, vicino al monte Waddington. Questo svetta per circa 2.000 m sul livello del mare e, a causa della sua notevole altitudine complessiva, gran parte del complesso è ricoperta da ghiaccio perenne.
L'attività magmatica del complesso del ghiacciaio Franklin vanta circa quattro milioni di anni di storia, passando dal Miocene superiore al Pleistocene inferiore, con l'eruzione vulcanica più recentemente identificata avvenuta circa 2,2 milioni di anni fa. L'esistenza di sorgenti termali nei pressi del complesso, le quali hanno attirato gli studiosi di geotermia, implica che il calore magmatico sia ancora presente.

## Geografia
L'area si trova in una delle tante divisioni territoriali della Columbia Britannica chiamata in inglese Range 2 Coast Land District. Il rilievo locale supera i 2.000 m con 18 km lungo ghiacciaio Franklin che riempie la valle originato da un campo di ghiaccio al di sotto della parete ovest del monte Waddington. Fa parte della catena di Waddington, un sottogruppo delle Montagne del Pacifico che a loro volta risultano comprese nelle Montagne Costiere.
Il complesso del ghiacciaio Franklin appariva coperto dalla calotta di ghiaccio della Cordigliera fino al suo ritiro circa 13.000 anni fa. Da allora il ghiacciaio Franklin subì un processo di rientro ed espansione in tutto l'Olocene. Il rientro più significativo pare essersi verificato durante il primo periodo caldo dell'Olocene, mentre all'inverso 6.300, 5.400, 4.600, 4.100, 3.100, 2.400, 1.500, 800 e 600 anni fa tornò a ghiacciarsi e ad allargarsi. I tempi delle espansioni corrispondevano a temperature estive fresche, condizioni generalmente umide e aumento delle precipitazioni.

## Geologia
Sono stati condotti studi geologici minimi presso il complesso del ghiacciaio Franklin e la sua geologia è quindi poco conosciuta. Misura 6 km di larghezza e 20 di lunghezza, coprendo un'area ellittica nord-occidentale di 130 km². Le rocce vulcaniche del complesso glaciale sono costituite prevalentemente da brecce di dacite, flussi minori di dacite e alcuni resti di orneblenda e andesite. L'assenza di pomice, frammenti vetrosi o bombe nella breccia suggerisce che potrebbe essere di origine epiclastica, possibilmente formatasi durante il collasso e riempimento di una caldera. Il complesso è stato quindi descritto dagli studiosi come una caldera o frutto del crollo di un calderone. La forte erosione delle rocce vulcaniche ha esposto diversi minerali quali biotite, quarzo, porfido, feldspato, adamelliti subvulcaniche, plutone e sciami di dicchi. Questi si depositarono attraverso le rocce metamorfiche alterate dal metasomatismo tra il Mesozoico fino al Cenozoico.
Il complesso giace sull'andamento della sovrapposizione delle cinture vulcaniche di Garibaldi e Pemberton, formatesi a seguito del magmatismo lungo la zona di subduzione dell'arco vulcanico delle Cascate negli ultimi 29 milioni di anni. Nel complesso del ghiacciaio Franklin sono state identificate due fasi separate dell'attività magmatica: la prima risale circa 6,8 milioni di anni fa e comportò la conformazione di uno stock centrale di  monzonite e quarzo allungata. Durante questo periodo si depositarono almeno cinque porfidi e minerali di transizione distribuiti in alcuni filoni. Alcuni plutoni erano sul posto durante il secondo stadio magmatico da 2,2 a 3,9 milioni di anni fa, di cui alcune sembrano essere discese dal cumulo vulcanico sovrastante. Il complesso del ghiacciaio Franklin è più antico della vicina caldera di Silverthrone a nord-ovest.
Immediatamente a ovest del complesso, si individuano delle sorgenti calde confinati nelle valli. A Canyon Lake, una sorgente termale alimenta un piccolo ruscello che scorre nell'estremità sud-orientale di quel lago. Da questa sorgente si è registrata una sola volta la temperatura locale, pari a 58 °C, mentre le temperature delle sorgenti di Hoodoo Creek e Pinter rimangono sconosciute. L'esistenza di queste sorgenti termali ha reso il complesso del ghiacciaio Franklin un obiettivo per l'esplorazione geotermica, ma è stato condotto poco lavoro a causa della sua posizione remota. L'unica esplorazione eseguita ha riguardato la realizzazione di una carta geologica; per Canyon Lake è stato proposto un impianto binario da 50 megawatt.

## Storia
L'attività mineraria in loco si susseguì sporadicamente almeno dagli anni '60. La prima di cui si ha notizia avvenne per opera della Kennco Exploration Limited con il picchettamento di crediti in una zona prevalentemente composta da rame e molibdeno associata allo stock di monzonite di quarzo. A seguito della mappatura geologica avvenuta subito dopo, del campionamento geochimico di limo e suolo e di 192 m di perforazione di diamanti in sette piccoli pozzi trivellati Kennco non condusse ulteriori lavori. L'area fu ricostruita nel 1976 dalla United Mineral Services Limited che avrebbe condotto la mappatura di ricognizione e la ricerca regionale. Nel 1987-1988, United Pacific Gold Limited ha eseguito scavi, mappature, geofisica, campionature geochimiche e 785 m di perforazione di diamanti in nove pozzi. Nel 1996 F. Onucki e J.R. Deighton hanno nuovamente rivendicato i minerali allo scopo di localizzare l'argento che si riteneva sussistere in loco.
Il ghiacciaio Franklin andò sciato dagli alpinisti canadesi Don e Phyllis Munday il 22 luglio 1930 durante l'esplorazione e la mappatura dei ghiacciai del Waddington Range. Don Munday battezzò il ghiacciaio nel 1927 per la sua associazione con il fiume Franklin, che a sua volta prese il nome da un Benjamin Franklin al lago Tatla.